# Parque nacional Torre del Castillo
Torre del Castillo es un parque nacional en Queensland (Australia), ubicado a 407 km al noroeste de Brisbane, al sur de Gladstone. En el parque se pueden observar picos de granito, cubiertos por bosques de eucaliptos. También hay un bosque húmedo no pantanoso cerca de los arroyos y sus pequeñas gargantas (gullies). El parque representa un reto para deportistas de marcha en bosque y escaladores. Al llegar a la cima se observa un hermoso panorama sobre el Valle de Boyne y Gladstone al fondo.
El parque no posee instalaciones para acampar, pero se puede obtener permiso. Los visitantes deben traer todo lo que necesiten, incluyendo agua potable. Gladstone es un buen centro de abastecimiento.
En las cercanías del parque se encuentran los parques nacionales Cania y Garganta Carnavon.